# فرجينيا أستلي
فرجينيا أستلي (بالإنجليزية: Virginia Astley)‏ هي مغنية مؤلفة بريطانية، ولدت في 26 سبتمبر 1959 في Stanmore ‏ في المملكة المتحدة.

## وصلات خارجية
- الموقع الرسمي
- فرجينيا أستلي على موقع IMDb (الإنجليزية)
- فرجينيا أستلي على موقع ميوزك برينز (الإنجليزية)
- فرجينيا أستلي على موقع ديسكوغز (الإنجليزية)